# 帝都高速度交通営団法
帝都高速度交通営団法（ていとこうそくどこうつうえいだんほう、昭和16年3月7日法律第51号）は、帝都高速度交通営団（営団地下鉄）の設立に関する法律である。
1941年（昭和16年）3月7日に公布された。1951年4月6日の改正で民間資本の排除がされている。
営団地下鉄の民営化（東京メトロの設立）に伴う東京地下鉄株式会社法の施行により2004年（平成16年）4月1日付で廃止。

## 所管官庁
廃止当時共同所管
- 国土交通省鉄道局都市鉄道政策課
- 国土交通省鉄道局鉄道事業課 - 会計監査を担当
- 財務省理財局国庫課

1987年（昭和62年）の国鉄分割民営化以前は、営団の国側出資持分を公共企業体日本国有鉄道（国鉄）が保有していたため、国鉄を監督する運輸省が単独で所管していた。分割民営化に伴い、営団への出資は国鉄清算事業団を経て国庫に移管されたため、運輸省地域交通局と大蔵省理財局国庫課の共同所管となる。
2001年の中央省庁再編により、運輸省から国土交通省、大蔵省から財務省にそれぞれ移管され、特殊会社化、本法廃止まで続いた。